# Abel Teweldemedhn
Abel Teweldemedhn Kifle, né le 12 août 1996, est un coureur cycliste érythréen. Il commence sa carrière sportive professionnelle en 2015 avec le Championnat d'Érythrée de cyclisme sur route. Sa plus belle année fut en 2017 où il participa à de nombreuses compétitions cyclistes mais c'est seulement en 2018 qu'il atteint le podium dans une compétition, en Algérie, lors du Tour international des Zibans.

## Parcours cycliste

### Championnat d'Érythrée

#### Championnat d'Érythrée 2015
Abel débute le cyclisme professionnel le 26 juin 2015, peu avant ses 19 ans, en participant au Championnat d'Érythrée en contre-la-montre, sur 36 kilomètres à Asmara, et termine 34e sur 88 coureurs avec une vitesse moyenne de 41,091 km/h, contre une vitesse moyenne de 49,447 km/h pour Daniel Teklehaimanot, premier du contre-la-montre.
Deux jours plus tard, le 28 juin, il participe à l'étape du Championnat d'Érythrée de cyclisme sur route, longue de 196 kilomètres et se déroulant comme le contre-à-la-montre dans la capitale érythréenne, mais sur les 88 participants, seulement quatorze d'entre eux parviendront à se classer ; Abel n'en fait pas partie, arrêtant la course au kilomètre 98.

#### Championnat d'Érythrée 2016
Un an plus tard, il retente sa chance au Championnat de cyclisme sur route en courant avec 74 autres participants mais ne parvient pas à se classer, arrêtant la course au kilomètre 83. L'épreuve s'est déroulée à Asmara sur un parcours long de 166 kilomètres.

#### Championnat d'Érythrée 2017
En 2017, dans sa meilleure année sportive, il participe une nouvelle fois au Championnat d'Érythrée, le 23 juin. Avec un temps de 52 minutes et 31 secondes, devant Alexander Micheal et derrière Mikiel Teklemariam, avec huit minutes et 49 secondes de retard sur le premier, Mekseb Debesay.
Deux jours plus tard, toujours à Asmara, il participe à l'épreuve sur route longue de 152 kilomètres mais ne parvient pas à se classifier.

### Fenkil Northern Red Sea Challenge
En 2017, il commence une longue année en termes de course par le Fenkil Northern Red Sea Challenge le 15 avril. Cette course d'un jour, longue de 110,84 kilomètres et regroupant 56 coureurs (cette fois ci pas uniquement érythréens, même s'ils composent une grande partie des coureurs ; l'italien Pierpaolo Ficara, le rwandais Jean-Claude Uwizeye, le sud-africain Clint Hendricks et l'espagnol David Galarreta sont dans le top dix de la course), se déroule de Foro à Ghindae ; Abel ne parvient pas à finir la course.

### Circuit de Massaoua
Le lendemain, le 16 avril, Abel participe au Circuit de Massaoua qui, comme l'indique son nom, est une course cycliste, l'une des plus importantes d'Érythrée, se déroule dans la ville portuaire de Massaoua. Sur cette course longue de 121,2 kilomètres, il parvient à terminer 19e sur 55 coureurs venus de tous les horizons (une grande partie est d'origine érythréenne) ; il se classe devant le néerlandais Arne Van Gils et derrière l'italien Marco Bernardinetti.

### Tour d'Érythrée
Du 18 au 22 avril 2017, soit deux jours après le Circuit de Massaoua, il participe au Tour d'Érythrée, l'épreuve cycliste la plus importante du pays. Lors de la première épreuve, qui se déroule entre Dbarwa et Keren sur 124,75 kilomètres de long, il se classe 49e sur les 61 participants (il se classe devant le néerlandais Jos Koop et le sud-africain Myles Van Musschenbroek). Il termine l'épreuve avec 22 minutes et 40 secondes de retard sur le premier, l'érythréen Meron Teshome, qui a terminé l'épreuve en deux heures, 59 minutes et cinq secondes. Il se classe à la dernière place du classement jeunesse de l'épreuve, derrière le rwandais Jean-Paul René Ukiniwabo.
Le lendemain, le 19 avril, il participe à le seconde épreuve du Tour entre Hagaz et la capitale, sur une distance de 117,16 kilomètres, et est l'unique coureur à ne pas entrer dans les temps ; son tour se termine donc aux deuxième jour, ne pouvant plus participer aux prochaines étapes.

### Circuit d'Asmara
Toujours en avril, le 23, il participe à son premier Circuit d'Asmara, une épreuve d'un jour longue de 125,4 kilomètres, mythique en Érythrée, où participe des coureurs de différentes nations. Sur les 61 participants, seulement 23 parviennent à franchir la ligne d'arrivée, Abel n'en fait pas partie.

### Tour international des Zibans
Pour la première fois, il participe à une compétition cycliste en dehors de l'Érythrée, en Algérie. Cette compétition, le Tour international des Zibans, se déroule du 26 au 29 janvier 2018 et se compose de quatre étapes. Sur 72 coureurs internationaux, dont une bonne partie d'algériens, Abel parvient à se hisser à la douzième place de la première épreuve, longue de 197 kilomètres et se déroulant à Biskra. Il se classe entre deux algériens, devant Ramzi Ghabghoub et derrière Mohamed Zakaria Ouitis ; dans le classement jeunesse, il touche le pied du podium en se classant quatrième, toujours entre les deux même algériens.
Pour la seconde épreuve, longue de 120 kilomètres et se déroulant dans la même ville, il se classe dixième devant le néerlandais Martijn Veling et derrière l'algérien Wali Ibrahim Ogbi ; avec le résultat de la première étape, il se classe à la huitième place du classement générale devant l'algérien Ouitis et derrière le néerlandais Veling. Son meilleur classement pour l'épreuve est celui de la jeunesse où il prend la deuxième place du podium derrière l'algérien Yacine Hamza, Ouitis ferme quant à lui le podium.
Son meilleur classement, toute compétition confondu, il l'obtient lors de la troisième étape du Tour, qui se déroule entre Biskra et El Kantare sur une distance de 154,1 kilomètres. Il prend la tête du podium,, en trois heures, 35 minutes et 18 secondes, devant l'algérien Oussama Chablaoui et son compatriote Aron Debretsion. Cette première position lui permet de gagner six places dans le classement général, juste derrière le marocain Abdellah Hida avec une minute et dix secondes de retard sur lui ; il se classe devant le français Florian Deriaux. De même, il gagne une place dans le classement jeunesse lui permettant de se classer premier derrière Chablaoui.
Pour la dernière étape, se déroulant le 29 janvier entre Biskra et Tolga sur 146 kilomètres, Abel ferme le podium,, derrière l'allemand Benjamin Stauder et devant Hamza. Ce recul dans le classement de l'épreuve comparé à celle du 28 janvier lui fait perdre une place dans le classement général, terminant le Tour à la deuxième place,, devant Deriaux mais devancé par Hida, avec une minute et dix secondes de retard sur le temps de ce dernier (quatorze heures, 45 minutes et 47 secondes). Il conserve néanmoins la première position du classement jeunesse devant l'algérien Islam Mansouri en un temps de quatorze heures, 46 minutes et 57 secondes.

## Palmarès
- 2018
  - 3e étape du Tour international des Zibans
  - 2e du Tour international des Zibans

## Classements mondiaux
| Année           | 2018 |
| --------------- | ---- |
| UCI Africa Tour | 80e  |